# ミゲル・アンヘル・ロペス (陸上選手)
ミゲル・アンヘル・ロペス・ニコラス（Miguel Ángel López Nicolás、1988年7月3日 - ）は、スペインの陸上競技選手。ムルシア州出身で、競歩を専門とする。サン・アントニオ・ムルシア・カトリック大学陸上競技部に所属している。
2012年のロンドンオリンピックでは20km競歩に出場、5位に入賞する。翌2013年の世界選手権では銅メダル、翌2014年のヨーロッパ選手権では金メダルを獲得する。2021年の東京オリンピックでも20km競歩に出場し、31位で競技を終えた。